# منارة كوردوان
منارة كوردوان هي منارة تقع في جرندة،فرنسا،تم ادراج المنارة ضمن مواقع التراث الثقافي العالمي في 2021.